# Euploea adyte
Euploea adyte är en fjärilsart som beskrevs av Jean Baptiste Boisduval 1859. Euploea adyte ingår i släktet Euploea och familjen praktfjärilar. Inga underarter finns listade i Catalogue of Life.